# Canora
Canora ist eine Kleinstadt (Town) in der kanadischen Provinz Saskatchewan. Im Jahre 2011 hatte sie 2219 Einwohner. Der Name ist ein Akronym aus den ersten zwei Buchstaben jedes Wortes der Canadian Northern Railway, einer Eisenbahngesellschaft, die zur Gründungszeit der Stadt in der Umgebung tätig war.
In der Gemeinde ist ein Flag Stop für den von VIA Rail betriebenen und auf der Strecke von Winnipeg über The Pas nach Churchill verkehrenden Fernzug, welcher ehemals den Namen Hudson Bay führte, möglich.

## Lage
Canora befindet sich im Osten Saskatchewans, ca. 50 km von der Grenze zu Manitoba entfernt. Die umgebende Region ist Teil der als Aspen Parkland bezeichneten kanadischen Ökoregion. Die nächste größere Stadt ist Yorkton, die sich ca. 50 km südlich befindet. Die Umgebung ist von Gewässern geprägt, so fließt wenige Kilometer östlich der Whitesand River, während sich im Südwesten der Good Spirit Lake befindet. In der politischen Gliederung Saskatchewans gehört Canora zur Census Division No. 9. Zudem ist sie das Zentrum der mit einem County vergleichbaren Rural Municipality of Good Lake No. 274, zu der neben der Stadt auch einige Weiler gehören.

## Geschichte
Die Gegend um Canora wurde erstmals im späten 19. Jahrhundert bevölkert, vor allem von Siedlern mit osteuropäischer Herkunft, so gaben im Jahre 2011 noch 385 Einwohner Russisch oder Ukrainisch als Muttersprache an. In religiöser Hinsicht stellten die Duchoborzen einen größeren Anteil unter den Siedlern. 1905 wurde die Gemeinde Canora gegründet, wobei der Name auf die Canadian Northern Railway zurückgeht, die in der Gegend ein Jahr zuvor eine Eisenbahnstrecke sowie einen kleinen Bahnhof gebaut hatte. Bereits 1910 erhielt die Gemeinde den Status Town.
Die bisher höchste Einwohnerzahl erreichte der Ort 1966 mit 2.734, wobei die Zahl in jüngere Vergangenheit, von 2006 bis 2011, um 10,2 % gestiegen ist.

## Stadtbild
Canora verfügt neben diversen Geschäften über eine Grundschule (Elementary School), eine High School, eine Eissporthalle, einen Golfclub sowie einen Flugplatz (Canora Airport), der allerdings aus nicht mehr als einer Rasenpiste besteht.

## Persönlichkeiten der Stadt
- Sylvia Fedoruk (1927–2012), Physikerin, Curlerin und Vizegouverneurin Saskatchewans
- Cliff Koroll (* 1946), Eishockeyspieler und -trainer
- Ken Kotyk (* 1981), Bobsportler
- Ralph Lysyshyn (* 1946), Botschafter
- Cam Severson (* 1978), Eishockeyspieler
- Tyler Wright (* 1973), Eishockeyspieler